# Kılıçyaka, Çay
Kılıçyaka là một xã thuộc huyện Çay, tỉnh Afyonkarahisar, Thổ Nhĩ Kỳ. Dân số thời điểm năm 2011 là 288 người.